# Imbrasia nictitans
Imbrasia nictitans är en fjärilsart som beskrevs av Fabricius 1775. Imbrasia nictitans ingår i släktet Imbrasia och familjen påfågelsspinnare. Inga underarter finns listade i Catalogue of Life.